# Condylostylus brevimanus
Condylostylus brevimanus är en tvåvingeart som först beskrevs av Günther Enderlein 1912.  Condylostylus brevimanus ingår i släktet Condylostylus och familjen styltflugor.
Artens utbredningsområde är Costa Rica. Inga underarter finns listade i Catalogue of Life.